# Contraste
Pour les articles homonymes, voir Contraste (homonymie).

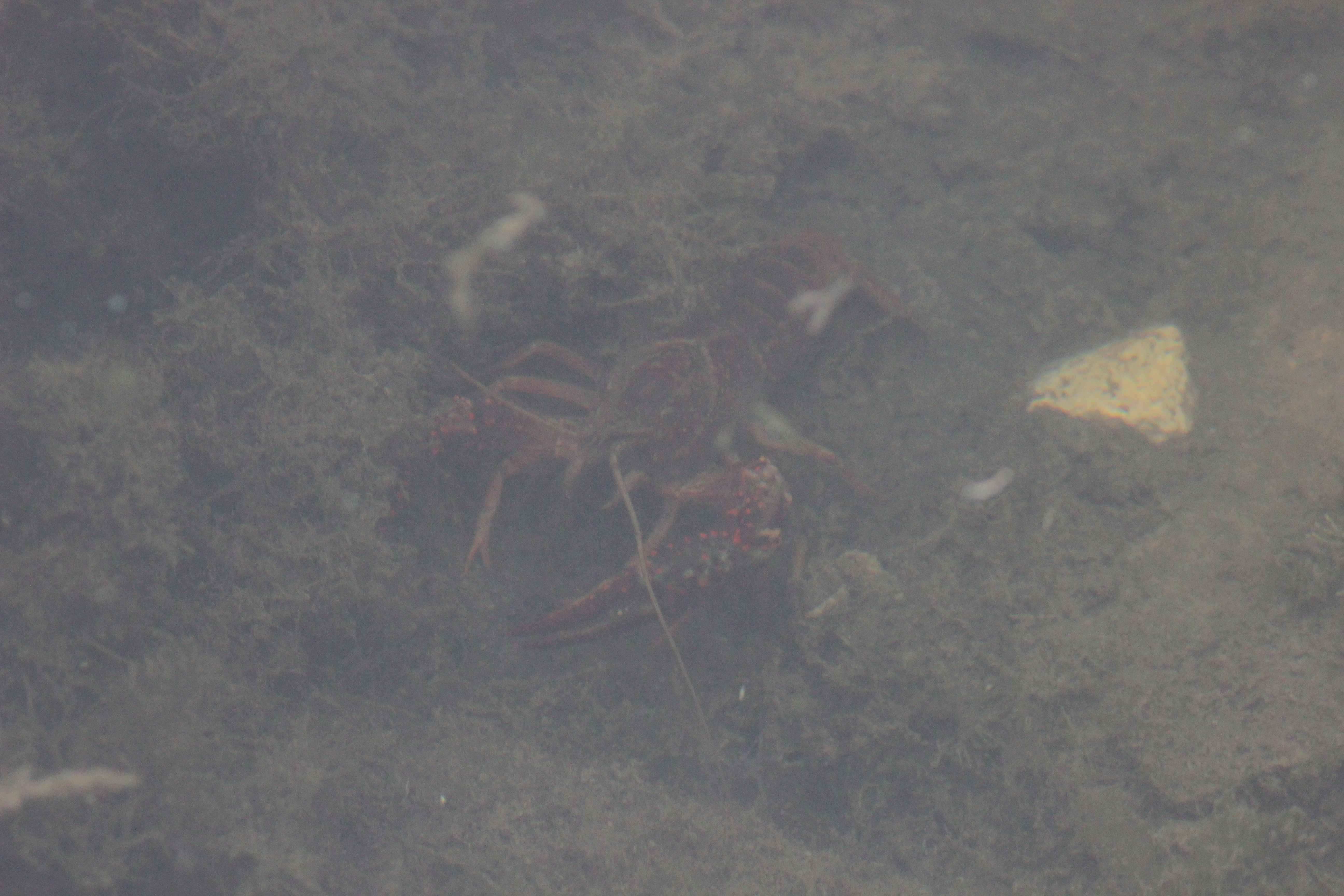
Image originale : l'écrevisse se fond dans son environnement. La dynamique de l'image est très faible.

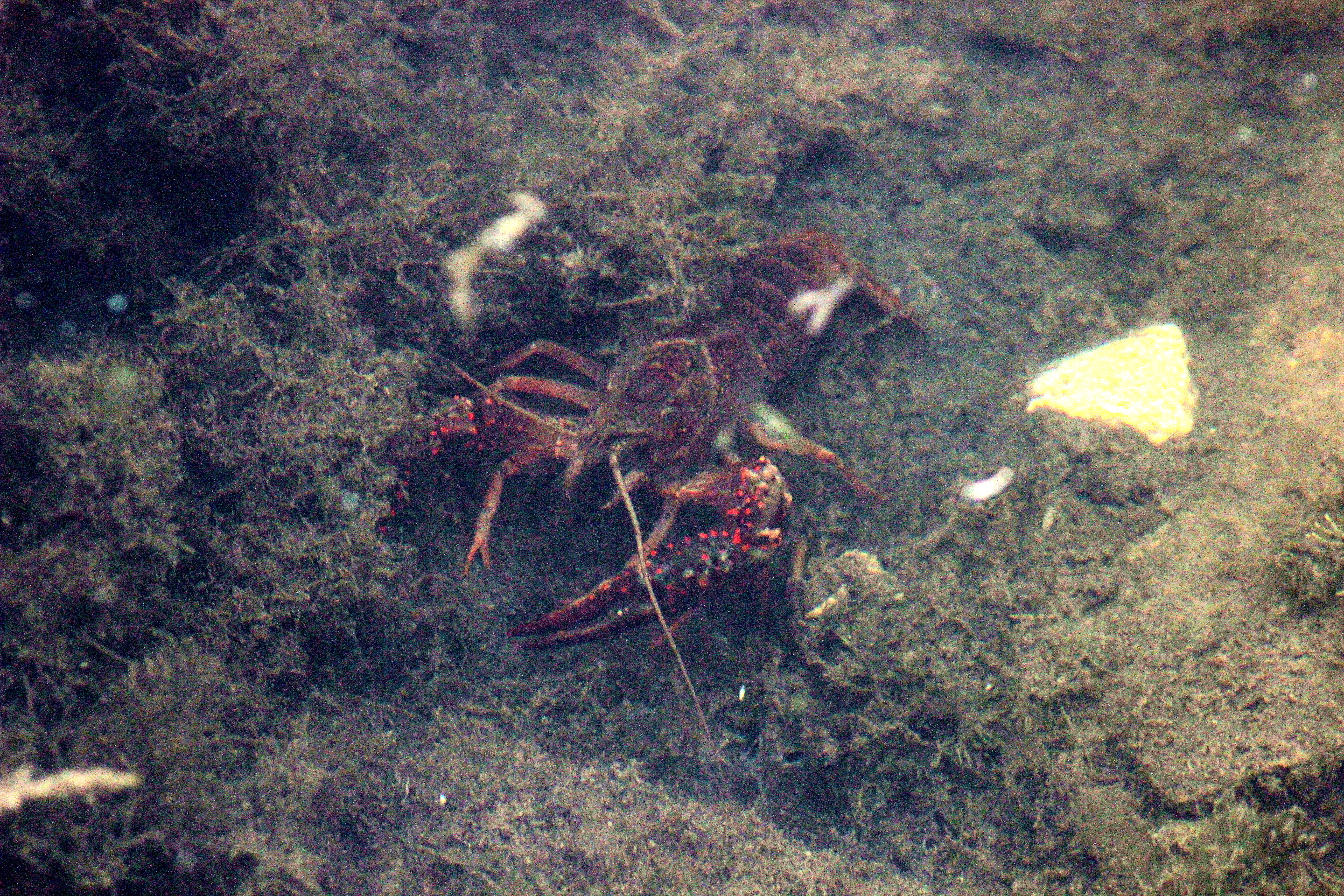
Traitement numérique : l'échelle des valeurs a été élargie pour s'étendre du noir au blanc.

Le contraste (lat. « contra », « contre », et « stare », « se tenir », de l'i.e. "sta") est une propriété intrinsèque d'une image qui quantifie la différence de luminosité entre les parties claires et sombres d'une image. 

## Définition

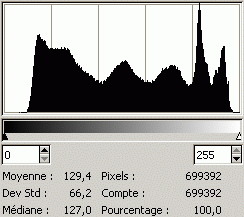
Histogramme représentant la répartition lumineuse d'une image

Le contraste caractérise la répartition lumineuse d'une image. Visuellement il est possible de l'interpréter comme un étalement de l'histogramme de luminosité de l'image. 
Cas particuliers pour une image en noir et blanc :
- Pour un contraste nul, l'image observée est intégralement grise
- Pour un contraste maximum, chaque pixel de l'image est soit noir soit blanc[1]

Le contraste d'une image peut être relié à la différence d'intensité lumineuse arrivant physiquement sur le capteur par l'entremise de la gamme dynamique (également contour dynamique ou dynamique).

## Définition mathématique

### Contraste global d'une image

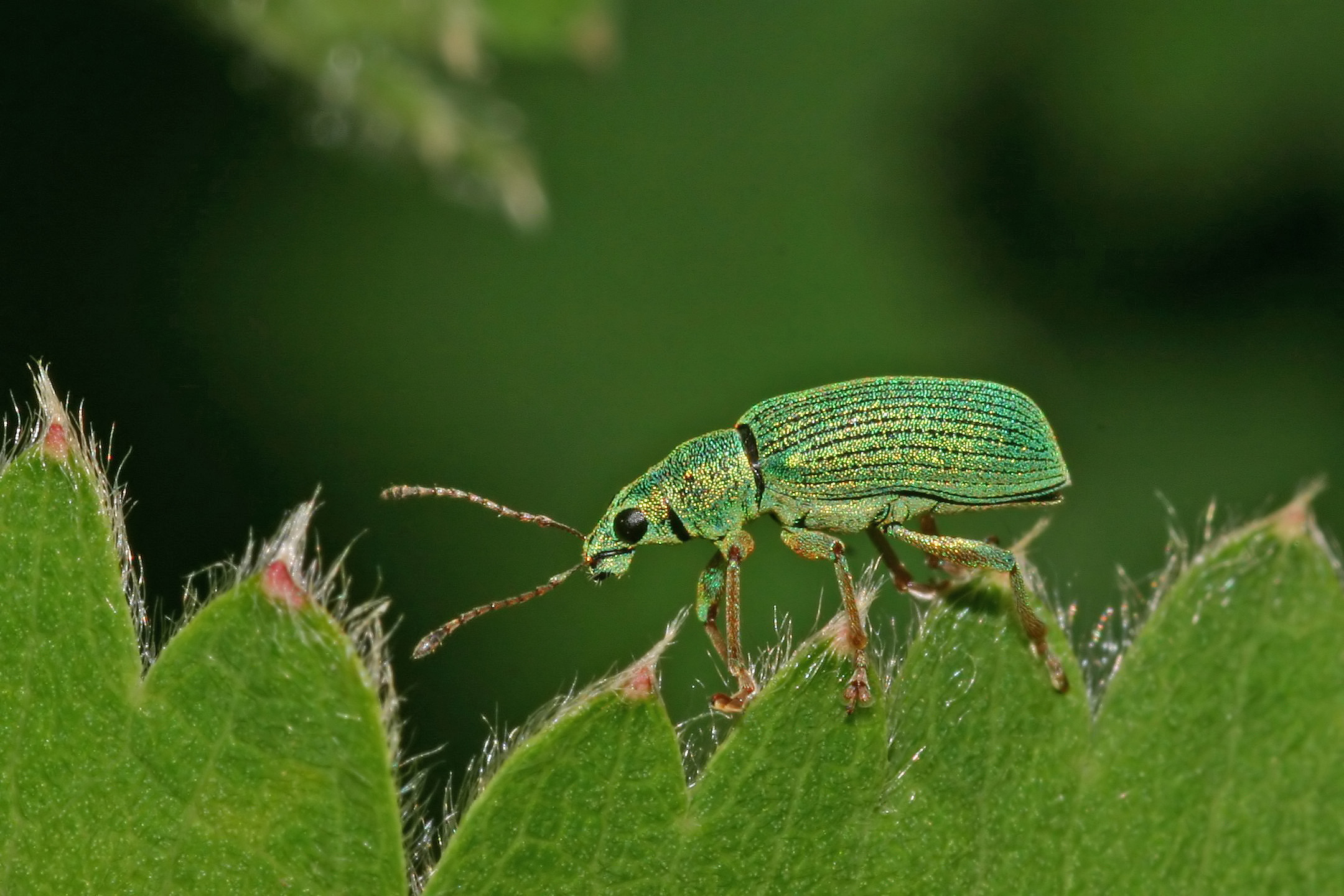
Exemple de contraste faible

Le contraste global d'une image, souvent utilisé avec des mires de test pour déterminer la fonction de transfert de modulation d'un système optique est défini par Michelson par :
{\displaystyle C_{m}={\frac {L_{\text{max}}-L_{\text{min}}}{L_{\text{max}}+L_{\text{min}}}}={\frac {I_{\text{max}}-I_{\text{min}}}{I_{\text{max}}+I_{\text{min}}}}}
Où L désigne la luminance et I l'intensité lumineuse. 
Ce contraste de Michelson est compris entre 0 et 1. Sa définition est analogue à celle de l'indice de modulation d'un signal modulé en amplitude.

### Contraste local
La notion de contraste global d'une image n'est pas forcément adaptée à la photographie, ce qui explique qu'on lui préfère souvent une définition locale du contraste qui correspond à la perception des contours des éléments d'une image. On parle souvent de piqué en photographie pour désigner le contraste des contours. 
La loi de Weber-Fechner définit le contraste Cw comme:
{\displaystyle C_{\text{w}}={\frac {L_{\text{zone}}-L_{\text{fond}}}{L_{\text{fond}}}}}
Lzone et Lfond désignent respectivement la luminance de l'objet et du fond directement aux abords de l'objet. Ce contraste mesure la perception que l'on a d'un objet de luminance L placé sur un fond de luminance Lfond. Quand le fond est plus clair que l'objet, Cw est négatif et varie entre 0 et -1. Quand le fond est plus foncé, Cw est positif et varie de 0 à, potentiellement, de grands nombres.
Une définition simplifiée est donnée par :
{\displaystyle C_{\text{k}}={\frac {L_{\text{zone}}}{L_{\text{fond}}}}}

## Contraste en photographie

### Paramètres du contraste
Pour la photographie argentique, c'est la pellicule photographique support qui détermine le niveau de contraste, tandis que pour la photographie numérique, c'est le fonctionnement du convertisseur analogique-numérique. 
Les nouveaux appareil numériques tentent d'étendre la gamme dynamique en utilisant des convertisseurs non linéaires (l'œil humain n'a lui-même pas une réponse linéaire à la lumière). 
Les paramètres de la prise de vue : sensibilité, temps de pause et ouverture du diaphragme ne modifient le contraste que localement. En particulier la sensibilité ISO permet d'augmenter le contraste dans les zones sombres de l'image mais en ajoutant du bruit électronique.
Une gamme dynamique augmentée se caractérise par des zones d'image claires encore plus claires, et des zones sombres encore plus sombres que dans l'image originale. L'image semble alors contrastée (le contraire de « terne »), mais fournit alors moins de détails à observer, c'est-à-dire que dans les zones sombres (ombre) comme dans les zones claires (pleine lumière) les motifs sont moins visibles (voir dégradé de tonalité). S'il n'est pas possible de restituer l'ensemble des couleurs pour une image de haut contraste, il est souvent préférable d'utiliser un éclairage modéré, car les parties saturées peuvent mal être restaurées, tandis que les zones sombres peuvent la plupart du temps être sauvées a posteriori par un traitement d'image approprié.

### Amélioration du contraste

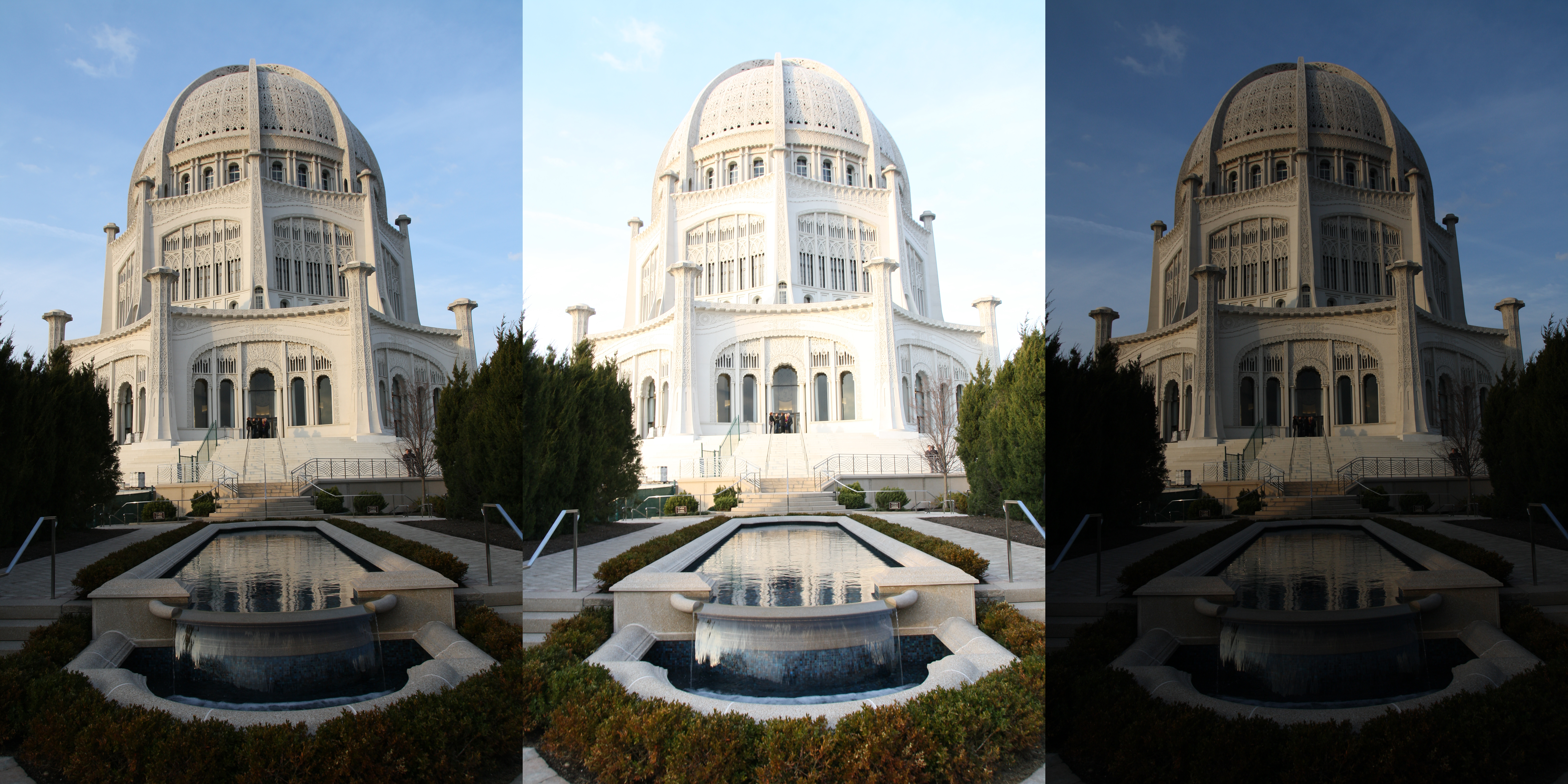
Exemple de bracketing photographique

Une technique souvent utilisée en photographie numérique consiste à prendre un ensemble de photographies d'un même sujet avec des expositions légèrement différentes afin de choisir numériquement les zones en fonction de l'effet souhaité (ciel sombre et bâtiment plus clair) . 
Cette technique n'est cependant pas utilisable pour de la photographie d'action.

Filtres manuels d'amélioration du contraste, Musée des sciences et des techniques Léonard de Vinci
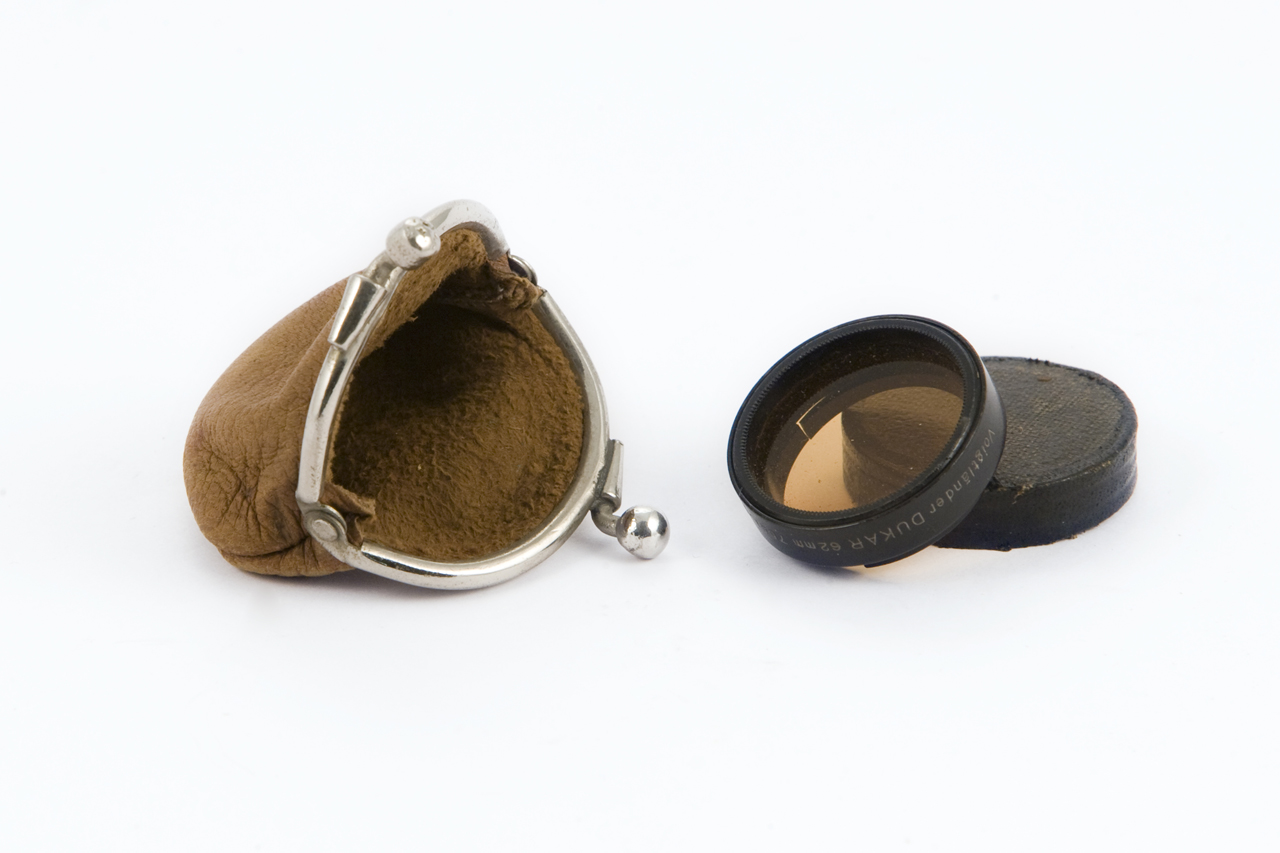
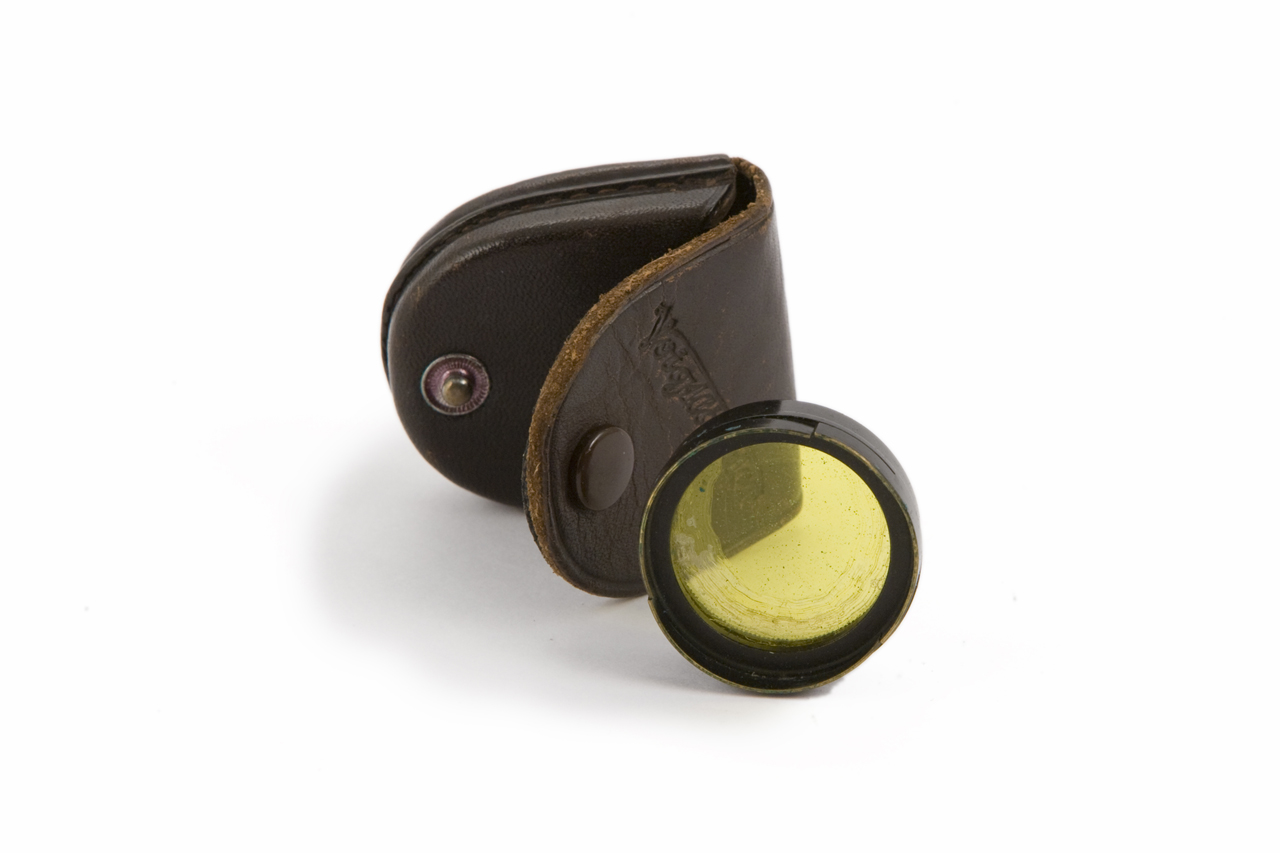
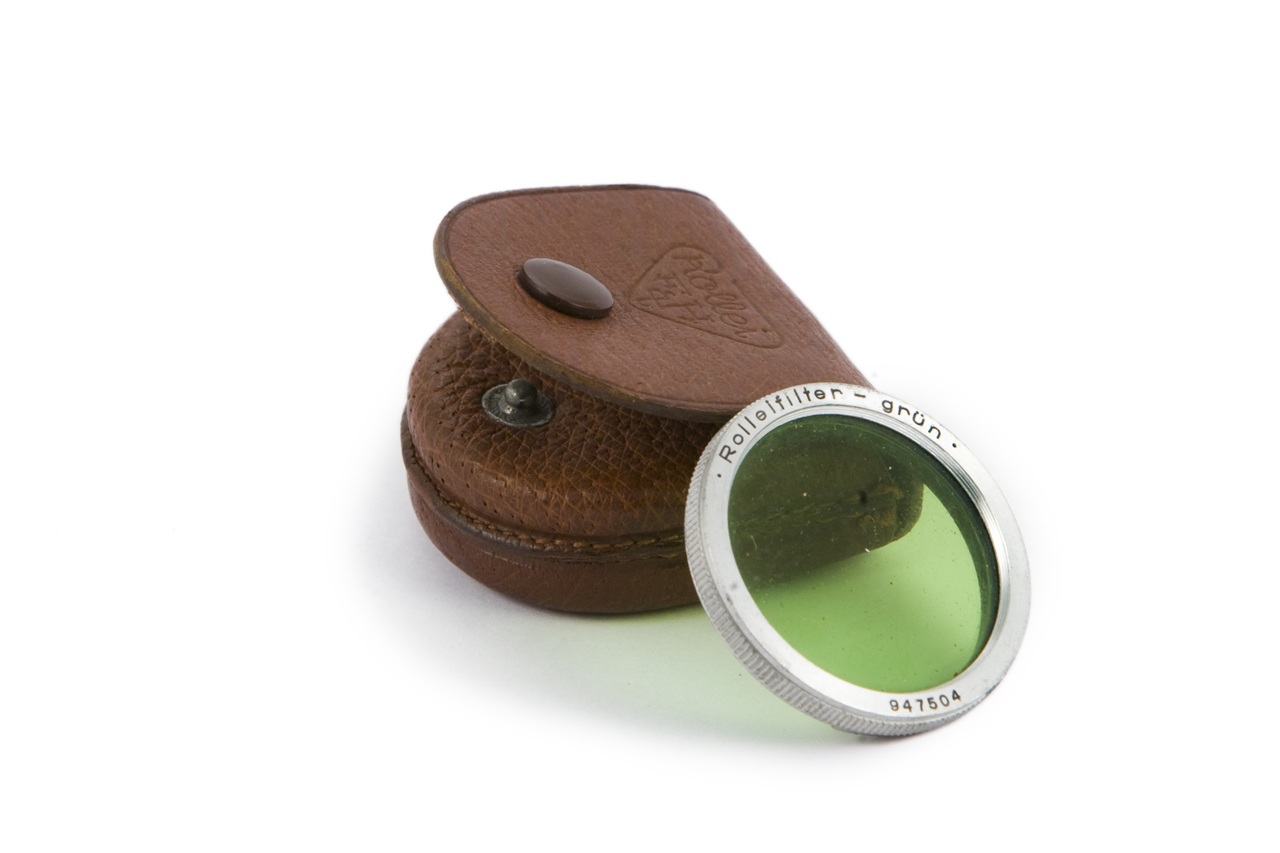

## Contraste en électromagnétisme

### Modulation d'amplitude

Taux de modulation

En modulation d'amplitude, le taux de modulation d'une onde électromagnétique désigne le contraste de la modulation réalisée.
L'indice de modulation dont la définition mathématique est analogue au contraste global de Michelson peut être déterminé expérimentalement en mesurant seulement les amplitudes crêtes maximales et minimales Vmax et Vmin du signal modulé :
{\displaystyle h={\frac {(Vmax-Vmin)}{(Vmax+Vmin)}}} 

## Applications liées au contraste

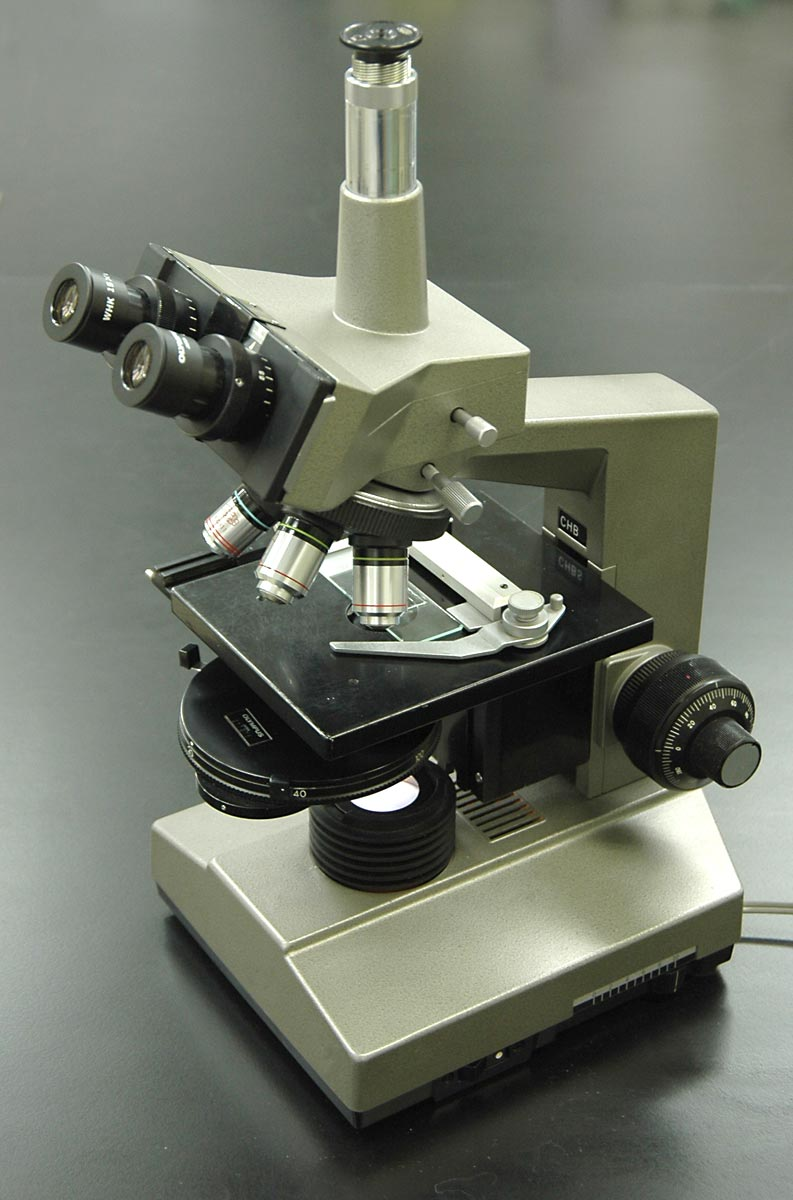
Microscope à contraste de phase

- En imagerie médicale, on parle de la différence de luminance entre deux objets. Donc plus un objet (caillot, tumeur, corps étranger) est en contraste avec le reste de l'organe, plus sa présence est facile à diagnostiquer.
- En biologie, la nécessité d'un bon contraste lors des observations au microscope a conduit à l'invention du microscope à contraste de phase par Frederik Zernike. Cette invention lui a valu un Prix Nobel de physique en 1953. Ce microscope permet d'éviter une coloration des cellules par des pigments[6].

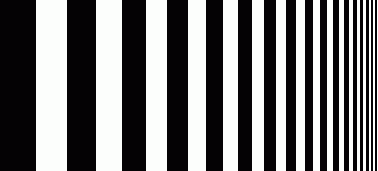
Mire permettant la mesure de la FTM

- En optique, le contraste est utilisé comme outil de mesure pour déterminer la fonction de transfert de modulation (FTM). La FTM permet de quantifier la transmission par un système optique des fréquences spatiales. C'est une courbe donnant le contraste en fonction de la fréquence spatiale des zones de blanc et de noir d'une mire périodique.